# Civil War (film)
Civil War is een Amerikaans-Britse dystopische sciencefictionfilm uit 2024, geschreven en geregisseerd door Alex Garland.

## Verhaal
In de nabije toekomst reist een team journalisten door de Verenigde Staten tijdens de snel escalerende Tweede Amerikaanse Burgeroorlog tussen de Amerikaanse regering en de separatistische "Western Forces" onder leiding van Texas en Californië, die het hele land in zijn greep heeft. De film volgt de journalisten in hun strijd om te overleven in een tijd waarin de regering een dystopische dictatuur is geworden en partijdige extremistische milities regelmatig oorlogsmisdaden begaan.

## Rolverdeling
| Acteur                     | Personage           |
| -------------------------- | ------------------- |
| Kirsten Dunst              | Lee                 |
| Wagner Moura               | Joel                |
| Cailee Spaeny              | Jessie              |
| Stephen McKinley Henderson | Sammy               |
| Sonoya Mizuno              | Anya                |
| Nick Offerman              | president van de VS |

## Productie
In januari 2022 werd gemeld dat Alex Garland een film voor A24 zal schrijven en regisseren, met Kirsten Dunst, Wagner Moura, Stephen McKinley Henderson en Cailee Spaeny in de hoofdrollen. De belangrijkste filmopnames begonnen op 15 maart 2022 in Atlanta. In mei 2022 werd de productie naar Londen verplaatst. Het productiebudget voor Civil War bedroeg US$ 50 miljoen, waarmee het de duurste film van A24 is. Oorspronkelijk werd aangegeven dat de film 195 minuten lang zou zijn, maar dit werd later gecorrigeerd naar 109 minuten.

## Release en ontvangst
Civil War ging op 14 maart 2024 in première op het South by Southwest-festival. De film kreeg overwegend positieve kritieken van de filmcritici, met een score van 93% op Rotten Tomatoes, gebaseerd op 41 beoordelingen.